# فالمن-کانتی ایکرز، تگزاس
فالمن-کانتی ایکرز (به انگلیسی: Falman-County Acres) یک منطقهٔ مسکونی در ایالات متحده آمریکا است که در شهرستان سن پاتریسیو، تگزاس واقع شده‌است. فالمن-کانتی ایکرز ۰٫۶ کیلومتر مربع مساحت و ۲۸۹ نفر جمعیت دارد.